# メガシステム32
メガシステム32はジャレコが開発したアーケードゲーム基板である。
メガシステム32マザーボードに、各ゲームのROMボードを内蔵したケースを接続する形態をとり、ゲームの交換が容易になっている。

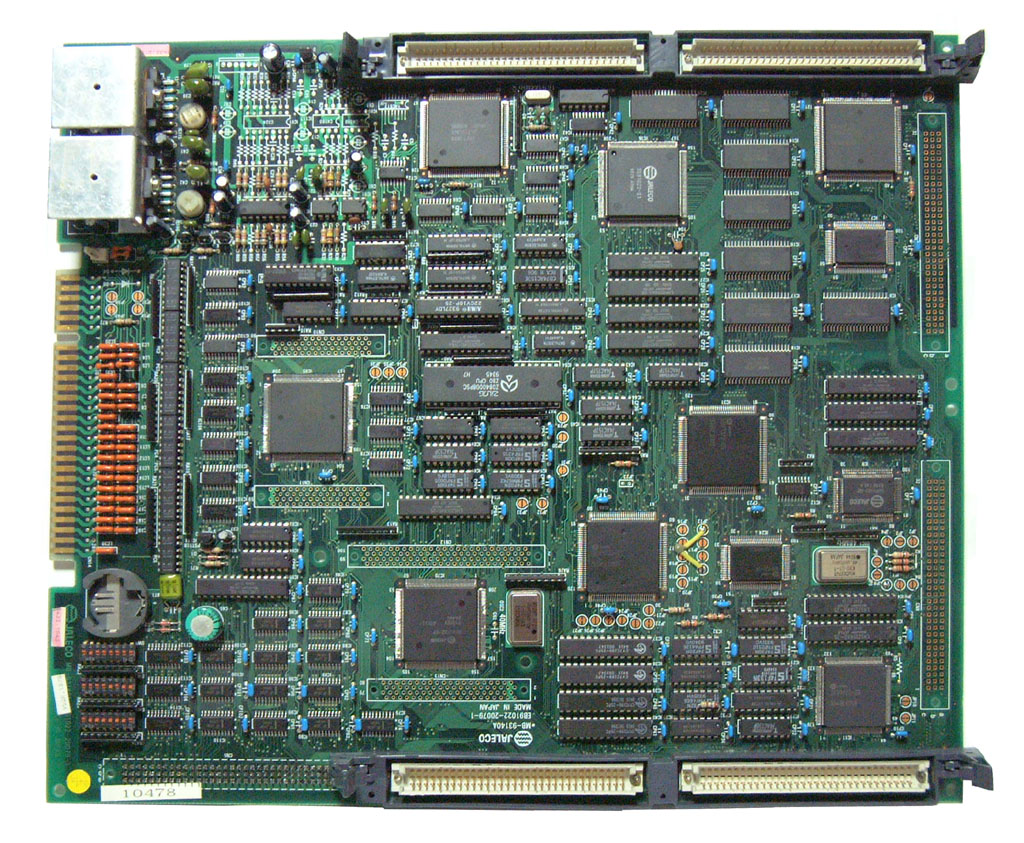
メガシステム32 メイン基板

## システム基板構成
- メイン基板形番：MB-93140A EB91022-20079-1
- メインシルク表示：MB-93140A EB91022-20079-1
- メインCPU：V70(20MHz):μPD70632GD-20(208ピンQFP)(NEC製)
- サブCPU：Z80A(8MHz)
- 音源：YMF271-F
- 音源用D/Aコンバータ：YAC513-M
- 入出力端子：JAMMA　56ピン

- ゲートアレイ：SS91022-01(208ピンQFP)(YAMAHA製)
- ゲートアレイ：SS91022-02(100ピンQFP)(YAMAHA製)
- ゲートアレイ：SS91022-03(176ピンQFP)(NEC製)
- ゲートアレイ：SS91022-05(120ピンQFP)(NEC製)
- ゲートアレイ：SS91022-07(208ピンQFP)(エプソン製)
- ゲートアレイ：GS91022-01(120ピンQFP)(NEC製)
- ゲートアレイ：GS91022-02(160ピンQFP)(NEC製)
- ゲートアレイ：GS91022-03(100ピンQFP)(NEC製)
- ゲートアレイ：GS91022-04(100ピンQFP)(NEC製)

- バックアップRAM：8KB(64KビットSRAM×1)
- バックアップ電池：CR2032+電気二重層コンデンサ0.10F
- DRAM：1MB(1MビットEDO DRAM×8個)
- SRAM：32KB(256Kビット×1個)
- SRAM：32KB(256Kビット×1個)
- SRAM：64KB(256Kビット×2個)
- SRAM：96KB(256Kビット×3個)
- SRAM：128KB(256Kビット×4個)
- SRAM：128KB(256Kビット×4個)

## 発売されたタイトル
- ベストバウトボクシング[1]
- アイドル雀士スーチーパイ2
- P-47 ACES
- F1スーパーバトル
- 首都高レッドゾーン
- 麻雀エンジェルキッス
- 早押しクイズ熱闘生放送
- 湾岸戦争
- ゲーム天国
- セカンドアース グラティア
- 流星雀士キララ☆スター
- テトリスプラス
- テトリスプラス2
- VS雀士ブランニュースターズ